# شبكة الصحفيين
شبكة الصحفيين (بالألمانية: Journalists Network أو JN) هي جمعية تطوعية ألمانية، مقرها برلين، تنظم رحلات للصحفيين الشباب حتى سن 35 سنة. تأسست الجمعية في عام 1995. ومنذ ذلك الحين بدأت في تنظيم مؤتمرات صحفية ورحلات بحثية وبرامج للتبادل والحوار بين الصحفيين الألمان والصحفيين في عدة دول، خاصة الدول الناشئة والنامية. حتى عام 2011 قامت الجمعية بتنظيم أكثر من ستين رحلة بحثية. ويشارك في تلك الرحلات صحفيون من وسائل إعلام ألمانية مرموقة مثل زوددويتشه تسايتنونغ (Süddeutsche Zeitung) ودير شبيغل (der Spiegel) وفي.دي.ار (WDR) ودويتشه فيله (Deutsche Welle). الجمعية تسعى بهذه الوسيلة إلى زيادة الخبرة الصحفية لدى الإعلاميين الشباب، كما تسعى إلى خلق شبكة عالمية تجمع بين الصحفيين الشباب في كل أنحاء العالم للمساهمة في الحوار والتفاهم العالمي. شبكة الصحفيين الشباب منظمة غير ربحية، وليس لها أي توجهات دينية كما أنها لا تنتمي لأي تيارات سياسية أو أيديولوجية وليس لها مصالح اقتصادية.

## وصلات خارجية
- الموقع الرسمي